# Evangelische Pfarrkirche Wallern an der Trattnach

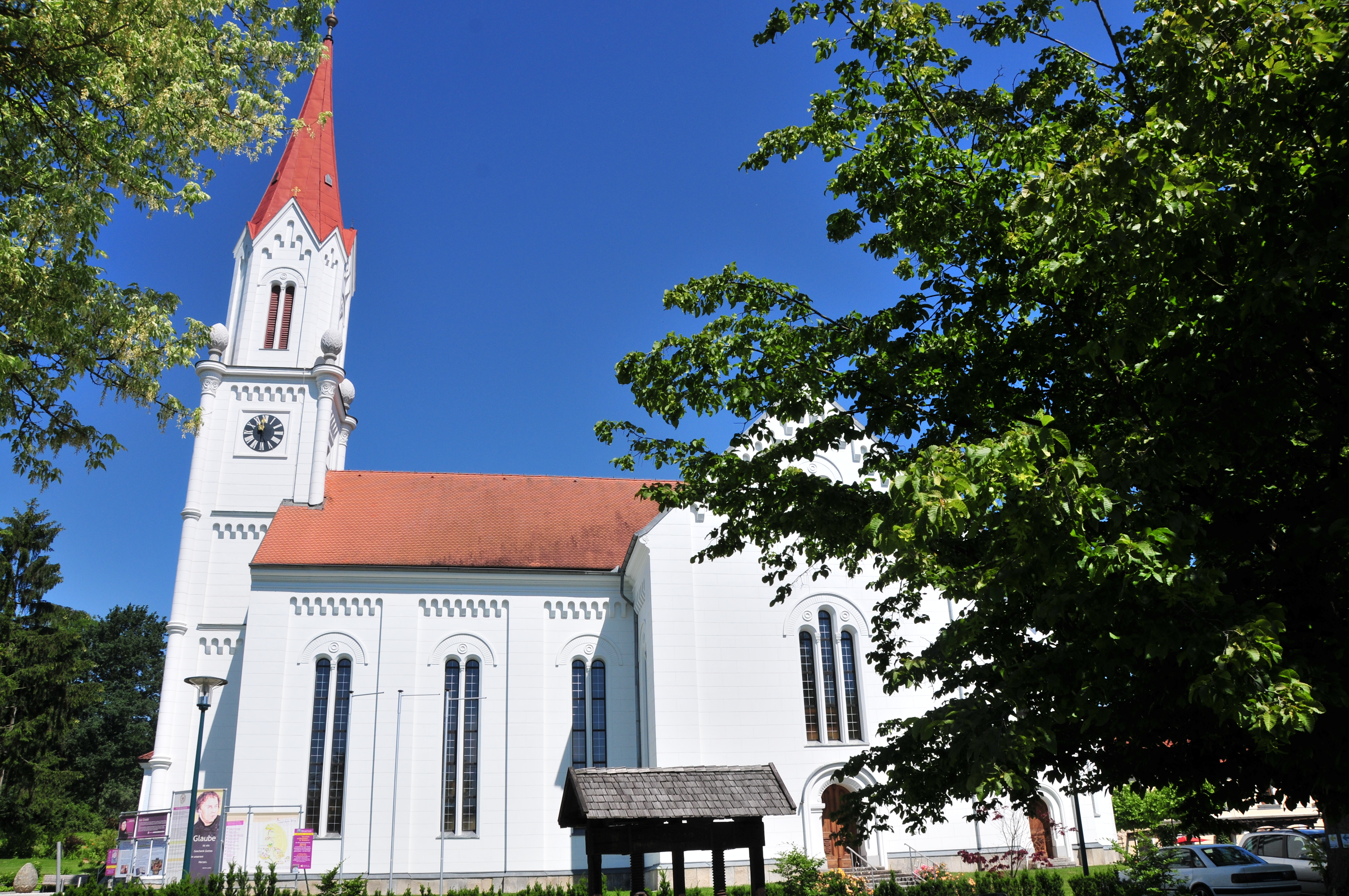
Evang. Pfarrkirche Dreieinigkeit in Wallern an der Trattnach

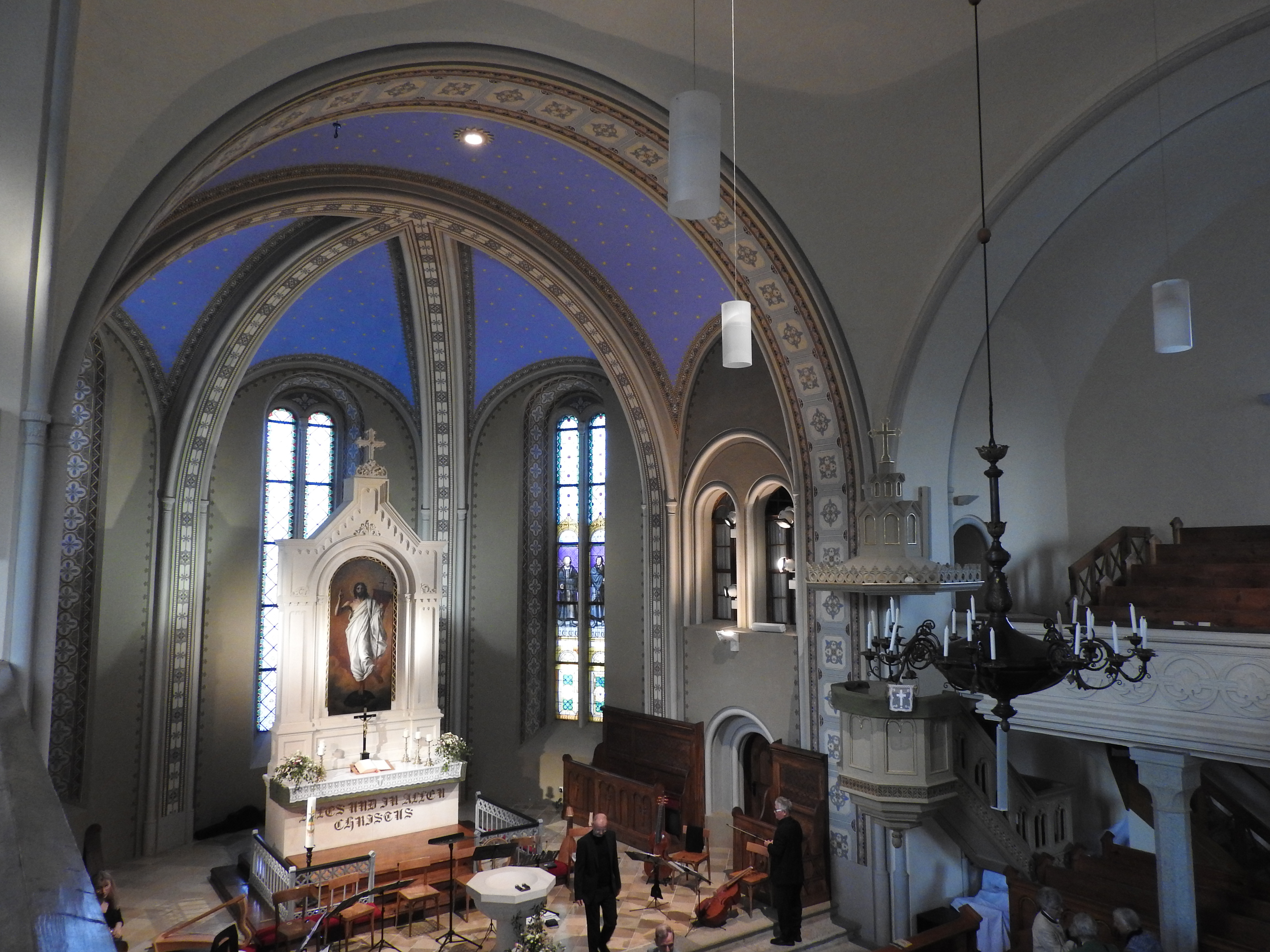
Kircheninneres

Die Evangelische Pfarrkirche Wallern an der Trattnach steht in der Marktgemeinde Wallern an der Trattnach im Bezirk Grieskirchen in Oberösterreich. Die Dreieinigkeitskirche und Pfarrkirche der Evangelischen Kirche A.B. in Österreich gehört zur Evangelischen Superintendentur Oberösterreich. Die Kirche steht unter Denkmalschutz.

## Geschichte
Die von 1851 bis 1853 errichtete Dreieinigkeitskirche von Wallern ersetzte ein älteres, baufällig gewordenes Bethaus von 1784. Sie stellt eine der frühesten evangelischen Kirchenbauten dar, die nach dem Fall der einschränkenden Bestimmungen für den Kirchenbau im Jahre 1849 errichtet wurden.
Wie bei der evangelischen Kirche in Wels (Oberösterreich) sollte der Bau auch öffentlich demonstrieren, dass es sich dabei um eine Kirche handelt, nicht um ein nach außen profan-bürgerlich wirkendes Bethaus.
Es entstand ein neugotischer Bau, der seine Konfessionszugehörigkeit bereits durch die eingebauten schönen und geräumigen Emporen zu erkennen gibt.
Der blaue Sternenhimmel im Altarraum ist typisch für die Zeit und die „erweckte / fromme“ Prägung der Gemeinde in der Erbauungszeit durch den damaligen Pfarrer Jakob Ernst Koch. Der nicht zuletzt durch die Farbgebung stimmungsvolle Raum soll auf das religiöse Gemüt und den Besucher wirken. Den neugotischen Altar ziert allein das Bild des Auferstandenen. Auf diese Weise sollte nicht nur das evangelische „Christus allein“ ausgedrückt, sondern auch in der Gemeinde die Liebe zum Heiland geweckt werden. Das im Altar hell gerahmte, 1881 angebrachte Christusbild bildet auch optisch das Zentrum des Raumes. Beim Altar findet sich die Inschrift: Alles und in allen Christus.
Die Inneneinrichtung wurde schrittweise komplettiert: 1868 wurde der Taufstein angeschafft, der in gut lutherischer Weise vor dem Altar im Angesicht der Gemeinde aufgestellt ist. Später kam das Altargitter hinzu. 1873 wurden die Glasfenster im Altarraum erworben. Sie stellen Luther und Melanchthon dar, die im 19. Jahrhundert häufig als Paar in Kirchenräumen auftreten, sowie Petrus und Paulus. Alle Fenster sind mit zuordnenden Schriften versehen. Die Orgel stammt von der Orgelmakerij Reil aus dem Jahr 1989. Sie umfasst 22 Register auf zwei Manualen und Pedal.
Die Kirche wurde in den Jahren 2004 und 2007 in vorbildlicher Weise restauriert, wobei Bedacht auf das ursprüngliche Aussehen der Dreieinigkeitskirche genommen wurde.
Die Dreieinigkeitskirche in Wallern stellt einen in sich geschlossenen und einen der gelungensten evangelischen Kirchenbauten des 19. Jahrhunderts in Österreich dar.
Für die gelungene Restaurierung der Kirche erhielt die Pfarre im Jahr 2005 den Denkmalpflegepreis des Landes Oberösterreich.

## Architektur
Der einschiffige, neugotische Kirchenbau hat einen westlichen Querarm und eine Halbkreisapsis. Der Kirchturm trägt einen Spitzhelm. 

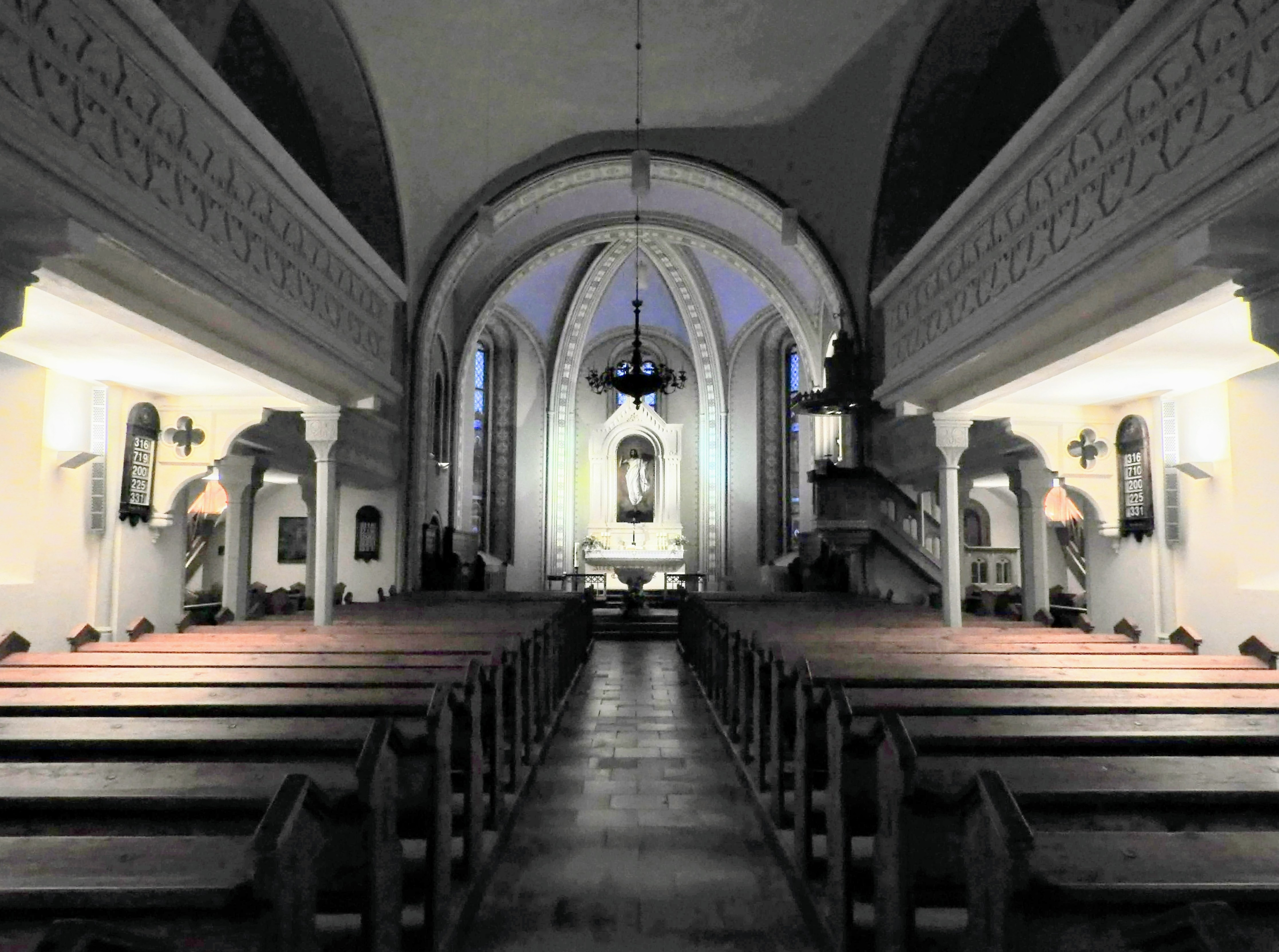
Dreieinigkeitskirche Wallern